# Військова академія бронетанкових військ
Військова орденів Леніна і Жовтневої Революції, Червонопрапорна академія бронетанкових військ імені Маршала Радянського Союзу Р. Я. Малиновського — вищий військовий навчальний заклад СРСР, що готував командно-штабні та інженерні кадри для танкових військ у 1932–1998 роках. Розташовувалась в місті Москва.

## Історія існування
13 травня 1932 року на підставі постанови Ради Праці і Оборони вийшов наказ Реввійськради СРСР (РВР СРСР) № 039 про створення на базі факультету механізації і моторизації Військово-технічної академії імені Ф. Е. Дзержинського та Московського автотракторного інституту імені М. В. Ломоносова Військової академії механізації і моторизації РСЧА.
В академії було створено чотири факультети: командний, експлуатаційний, конструкторський і промисловий. Поряд з основними факультетами при академії були створені курси удосконалення командного складу автобронетанкових військ РСЧА, що не мали спеціальної освіти.
Формування академії розпочалось 13 травня 1932 року й завершилось 1 жовтня 1932 року.
У серпні 1933 року відбувся перший випуск слухачів, було випущено 16 командирів і військових інженерів. У лютому 1934 року відбувся другий випуск слухачів академії.
У 1933 році конструкторський факультет був об'єднаний з промисловим, що готував інженерів для виробництва автобронетанкової техніки.
У 1935 році командний факультет був перетворений на інженерно-командний з новим терміном навчання. Проте вже наступного 1936 року факультетові повернуто попередню назву й скорочено термін навчання до 4 років.
У 1936 році промисловий факультет був об'єднаний з експлуатаційним, на їх базі було створено інженерний факультет, який готував інженерів-механіків автобронетанкової спеціальності. Згодом був створений інженерний автотракторний факультет, що дозволило розділити профілі підготовки інженерів-механіків бронетанкової і автотракторної спеціальностей.
У грудні 1938 року був створений інженерний факультет по паливно-мастильним матеріалам (ПММ). Його першими слухачами стали студенти цивільних ВНЗ. Одночасно з ним відкривається й факультет заочного навчання з трьох відділень: командного, інженерно-танкового і інженерного по ПММ, який проіснував до лютого 1941 року.
При академії був створений і діяв військовий полігон, розташований біля Солнечногорська.
З початком німецько-радянської війни 26 червня 1941 року зі складу навчального полку та інших підрозділів академії було сформовано й відправлено в діючу армію окремий танковий батальйон трьохротного складу під командуванням майора Р. С. Гольдіна. До жовтня 1941 року батальйон брав участь в боях на Північно-Західному фронті.
У липні 1941 року академія достроково випустила 358 слухачів, в тому числі 120 командирів, 98 інженерів-механіків з експлуатації та ремонту танків, 78 інженерів-механіків з автотракторної спеціальності та 62 інженери по ПММ.
Відповідно до наказу НКО СРСР від 13 жовтня 1941 року академія перейшла штати воєнного часу. Згідно нового штату збільшувалась кількість слухачів на факультетах, одночасно скорочувались терміни навчання. При академії було створено 3-місячні курси з підготовки викладачів для танкових училищ. Вже в жовтні 1941 року ці курси закінчили 233 командири запасу, які отримали раніше вищу освіту в цивільних технічних ВНЗ.
14 жовтня 1941 року Державний Комітет Оборони СРСР ухвалив рішення про евакуацію ВАММ до Узбецької РСР. Наприкінці жовтня перший ешелон з командуванням академії, професорсько-викладацьким складом, лаборантами і частиною обладнання прибув до Самарканда. Через брак відповідних будівель в Самарканді, академія розмістилась в Ташкенті. Для неї було виділено будівлі інституту механізації і іригації сільського господарства, інституту сільського господарства та педагогічного інституту.
Танкодром, збірний пункт пошкоджених машин та інші навчальні поля, а також навчальний полк розмістились в районі Чирчика.
Наказом НКО СРСР № 0274 від 17 квітня 1943 року Військова ордена Леніна академія механізації і моторизації імені Й. В. Сталіна перейменована у Військову ордена Леніна академію бронетанкових і механізованих військ РСЧА імені Й. В. Сталіна.
На початку червня 1943 року відповідно до наказу НКО СРСР № 0275 від 17 квітня 1943 року розпочалось повернення академії до Москви.
Наказом міністра оборони СРСР № 0305 від 30 грудня 1961 року академія позбавлена імені Й. В. Сталіна та почала іменуватись «Військова ордена Леніна академія бронетанкових військ».
З 1967 року академія почала іменуватись «Військова ордена Леніна Червонопрапорна академія бронетанкових військ імені Маршала Радянського Союзу Р. Я. Малиновського».
У 1998 році академія була об'єднана з Військовою академією імені М. В. Фрунзе в єдину Загальновійськову академію Збройних Сил Російської Федерації. При цьому значна частина професорсько-викладацького складу академії бронетанкових військ залишилась без роботи.

## Нагороди і почесні найменування
Наказом РВР СРСР № 41 від 22 березня 1933 року академії присвоєне ім'я Й. В. Сталіна.
Указом Президії Верховної Ради СРСР від 22 лютого 1941 року за видатні успіхи в підготовці кадрів для автобронетанкових військ і з нагоди 10-ї річниці з дня заснування, Академія нагороджена орденом Леніна.
Наказом міністра оборони СРСР № 160 від 16 червня 1967 року академії присвоєно ім'я маршала Радянського Союзу Р. Я. Малиновського.

## Начальники академії
- 1932–1933 — Зонберг Жан Францевич;
- 1933–1936 — Германович Маркіян Якович, комкор;
- 1936–1939 — Лебедєв Іван Андріанович, дивінженер;
- 1939–1947 — Ковальов Григорій Миколайович, бригінженер, генерал-майор т/в, генерал-лейтенант т/в;
- 1947 — Вершинін Борис Георгійович, генерал-лейтенант т/в;
- 1948–1954 — Васильєв Іван Дмитрович, генерал-лейтенант т/в;
- 1954–1956 — Богданов Семен Ілліч, маршал бт/в;
- 1956–1958 — Голіков Пилип Іванович, генерал-полковник;
- 1958–1964 — Ротмістров Павло Олексійович, головний маршал бт/в;
- 1964 — Жданов Володимир Іванович, генерал-полковник т/в;
- 1964–1967 — Марков Петро Олексійович, генерал-полковник;
- 1967–1969 — Бабаджанян Амазасп Хачатурович, маршал бт/в;
- 1969–1987 — Лосик Олег Олександрович, генерал-полковник;

Див. також: Категорія:Начальники Військової академії бронетанкових військ імені Р. Я. Малиновського

## Відомі випускники
- Колесников Семен Гаврилович — Герой Радянського Союзу;
- Левченко Ірина Миколаївна — Герой Радянського Союзу;
- Трошев Геннадій Миколайович — Герой Російської Федерації;
- Черняховський Іван Данилович — генерал армії, двічі Герой Радянського Союзу

## Нагрудний знак для осіб, які закінчили учбовий заклад

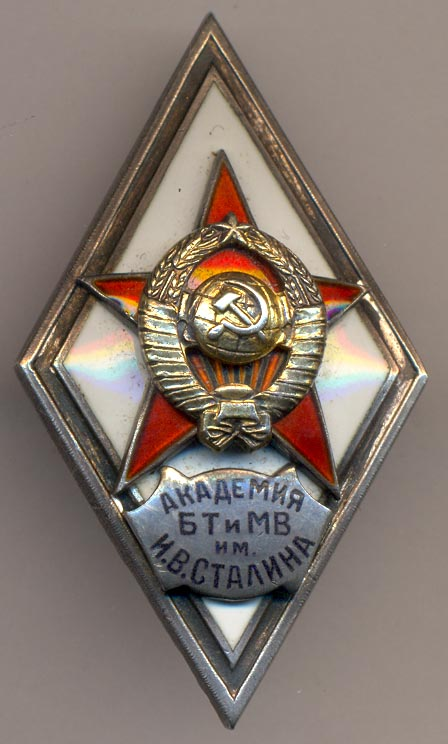
Зразок 1950 року
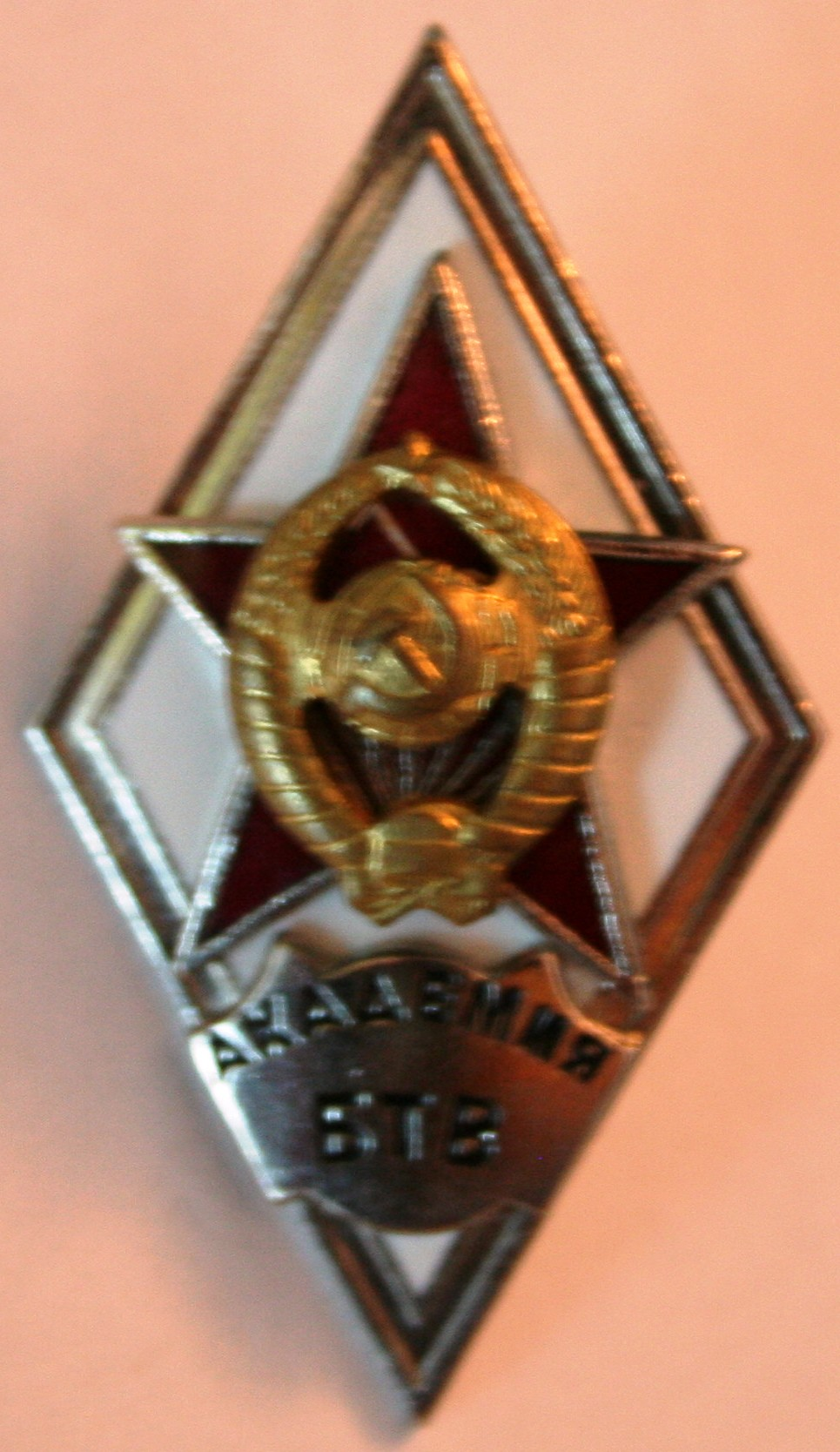
Другий зразок